# Gen¹³
Gen¹³ es un equipo de superhéroes, protagonista desde 1994 de su propia serie de comic books, escrita originalmente por Jim Lee y Brandon Choi e ilustrada por J. Scott Campbell. Fue publicada inicialmente por Image Comics en la línea Wildstorm, hasta que esta pasó a ser un sello de DC Comics. El cómic presenta un equipo bastante flexible de seres superpoderosos compuesto por cinco adolescentes y su mentor.

## Historia sobre su publicación

### EtapaImage
Jim Lee planteó el origen de su grupo de superhéroes juvenil en el Universo WildStorm, las historias del equipo Gen¹³ se dan en el mismo universo de sus otras creaciones WildC.A.T.s y el Equipo 7 (de hecho, cada personaje principal de Gen¹³ es hijo de cada uno de los miembros del original Equipo 7). La principal característica de la serie es que un grupo de adolescentes fueron invitados a participar en un proyecto ultra-sectreto del gobierno, que en realidad es una prueba que les realizan en una prisión bajo tierra donde se encargan del proyecto que vigilan a jóvenes que fueron expuestos al "gen-activo" en su etapa de adolescentes gracias al papel que sus padres fueron expuestos a experimentos para dotarles de superpoderes y que a su vez sus hijos heredaron. Algunos de estos jóvenes, al darse cuenta de que los preparaban para planes más oscuros, deciden escapar, pero no antes de empezar a manifestar sus propios poderes superhumanos, aparte de eso, quedan etiquetados como fugitivos peligrosos por las principales autoridades. Empiezan a dependen unos de otros para poder luchar contra sus enemigos y revelar los secretos personales que los vinculan al Equipo 7 y la organización llamada Operaciones Internacionales.

### Etapa conDC Comics(actual)
Después de una exitosa carrera que termina en el número #20, el cocreador e ilustrador J. Scott Campbell entregó las riendas de Gen¹³ a otros equipos creativos, diciendo que lo había dejado liberado para poder trabajar tanto en el crossover Gen¹³/Batman y en su nueva serie (Danger Girl). Tras el trabajo de Choi y Campbell fueron sustituidos por John Arcudi y Gary Frank. Su estilo realista, tanto por la forma de la escritura de las historias como por sus ilustraciones, se convirtió en un cambio drástico partiendo de elementos mucho más fantásticos para el título. Después de su carrera, Scott Lobdell regresó al título a sus raíces menos oscuras, sexuales, pero su participación en esta segunda etapa no fue bien recibida por los fanes.
Después de la segunda etapa de Lobdell, Adam Warren fue asignado al título. Se había demostrado previamente por sí mismo que pudo escribir dos historias con personajes de Gen¹³ ("Grunge: The Movie", publicado en Gen¹³ Bootleg, y la miniserie independiente Magical Drama Queen Roxy), así como dos arcos argumentales de relleno la parte en la que se muestra como una ídol pop amenaza con dominar el mundo con una pegadiza canción. Carrera de Warren fue muy bien recibido por los fanes y los críticos, pero las ventas no apoyaron a la historieta. A pesar de que los arcos argumentales de sus historias fueron escandalosamente polémicos y las muchas colaboraciones de otros artistas, la popularidad de la historieta se fue reduciendo hasta el punto de que WildStorm decidió hacer destruir a todo el equipo al hacer explotar una bomba de 6 megatones en Gen¹³ vol. 2, #76 de junio de 2002. Esto sirvió como catalizador para renovar la serie con una nueva aventura escrita por Chris Claremont con el arte de Ale Garza. Este título contó con todo un nuevo equipo renovado y bajo el liderazgo de Caitlin Fairchild, y dio lugar a una serie spin-offs titulados 21 Down. Sin embargo, este título fue cancelado después de que duró un año. El último número de la serie reveló que el equipo original, de hecho, aún estaban con vida, y que la nueva serie había tenido lugar en una dimensión alternativa que tenía de alguna manera un crossover con la continuidad conocida.
Durante el apogeo de su popularidad, Gen¹³ dio lugar a dos series y a un spin-off, denominado DV8 y Gen¹³ Bootleg, así como una serie de especiales y miniseries. El equipo también protagonizó varios crossovers con otros personajes de historietas, como Superman, Spider-Man, The Maxx, Monkeyman y O'Brien, dos crossovers con los héroes de Marvel Comics con el equipo de héroes adolescentes Generación X, y un crossover con los Cuatro Fantásticos. En un momento de sus primeros años, WildStorm y DC estuvieron planeando un crossover Team-Up entre el equipo y Batman. Sin embargo, debido a diferencias creativas entre creador J. Scott Campbell y DC, el crossover nunca se realizó; aunque Campbell creó ilustraciones que muestran a Fairchild, Grunge, Roxy, y a Batman en una imagen promocional. El título fue "reiniciado" una vez más en octubre de 2006, escrito inicialmente por Gail Simone y con el arte de Talent Caldwell. En un principio, el título no tuvo continuidad con la serie anterior. La serie estuvo involucrada en el evento crossover argumentativo conocido como ""Armageddon"". Para 2008 un nuevo equipo creativo, con Scott Beatty y Mike Huddleston, escribieron la serie que sería parte del evento conocido como "World's End".

### Incorporación alUniverso DC:Flashpoint
La nueva serie fue cancelada junto con el resto de los títulos de WildStorm que fueron publicados en el momento en que la línea de historietas fue clausurada. Cuando el universo WildStorm incorporado posteriormente al Universo DC tras la serie limitada Flashpoint, varios de los miembros de Gen¹³ comenzaron a aparecer en los nuevos títulos de Los Nuevos 52. Caitlin Fairchild inicialmente desempeñó un papel secundario en las páginas de Superboy y eventualmente ha comenzado a protagonizar parte del título en el spin-off, Los Ravagers.

## Biografía ficticia del equipo y sus personajes

### Gen¹³ originales
La organización Operaciones Internacionales comenzó un proyecto ultrasecreto denominado "Gen¹³" en la que reunió unos jóvenes superdotados con un meta-gen, en la que llevaron a cabo en un centro de entrenamiento aislado del mundo. Tras la manifestación de los poderes de Caitlin Fairchild y descubrir todo lo que estaba detrás del supuesto programa de ayuda a jóvenes especiales, ella huye del complejo con Roxy Spaulding, Grunge, Burnout, y Threshold que se hace pasar como aliado para poder seguirlos. Más tarde se unen a Sarah Rainmaker. Sobre lo relacionado al proyecto descubrieron que ellos eran hijos que habían heredado un gen-activo que fue parte de desarrollo de superpoderes otorgados a sus padres cuando estos trabajaban para el Equipo 7. Posteriormente, Threshold los engaña, a expensas de Fairchild, por lo que tienen que regresar a la base para ayudar a liberar a los demás jóvenes internados, pero a su regreso son detenidos para un análisis posterior. Con la ayuda de Pitt y el coronel John Lynch, los jóvenes finalmente logran escapar. El grupo decide entonces refugiarse en La Jolla, California, y formar oficialmente un equipo denominado Gen¹³. Tiempo después, se opondrían a O.I. y su contraparte terrorista, DV8. (Gen¹³ vagamente se refiere a la 13.ª generación de estadounidenses. El Equipo 7 había formado parte de un proyecto llamado GEN12).
El equipo pasó un montón de tiempo buscando información sobre el pasado del Equipo 7 para saber sobre sus padres y poder aprender más sobre sí mismos. Fairchild y Freeball se enterarían que son medio hermanas y Lynch se enteró más tarde de que es el padre de Burnout. Durante ese tiempo se reveló que, la Freeball y Grunge comenzaron una relación, mientras que Rainmaker reveló a los demás que es bisexual.
Más adelante en una de sus misiones, el equipo queda atrapado en una explosión nuclear de una bomba de 6 megatones y se les cree muertos. Fairchild fue la única sobreviviente y fue la nueva mentora de un nuevo equipo Gen¹³, tomando efectivamente el papel de Lynch. Sin embargo, este equipo existiría en lo que más tarde se revela como una realidad alternativa, que era similar a la corriente principal del Universo WildStorm a excepción de su punto de divergencia que existía, como lo fue revelado en el último número de Gen¹³ Vol. 2. Al final del Vol. 3, del resto del equipo original Gen¹³ se revela que aun siguen con vida, y después de un pequeño viaje en el tiempo en el que buscaron evitar la detonación que los "mató", el grupo se reunió al reintegrarse de nuevo universo WildStorm.

### Worldstorm
A principios de 2006, WildStorm hizo que todas sus historietas que tenían su continuidad original activas incluyendo el recién estrenado volumen activo de WildC.A.T.s en su único #1 a su cancelación. Final de su Universo vino a través de la miniserie crossover  Capitán Atom: Armageddon. Tras la conclusión de esta serie limitada, toda la línea Wildstorm fue relanzada con un evento conocido como "Worldstorm". Se lanzaría un nuevo volumen de la serie Gen¹³. Todos los personajes del sello editorial tuvieron u "reinicio suave"; las personas que estuvieron alrededor de los miembros del equipo que en su mayoría fueron sus familiares, hubo ciertos cambios, pero hubo otros cambios en todas partes.
En el primer arco, El futuro de Gen¹³ se toma de lejos la vida familiar. Se revela que sus padres han sido asignados para criar a los chicos para poder fomentar el surgimiento de los rasgos específicos de sus personalidades. En diferentes zonas del país, Caitlin Fairchild, Roxanne "Freefall" Spaulding, Eddie Chang, Bobby "Burnout" Lane, y Sarah Rainmaker despiertan, cada uno vestido con un uniforme que es reconocido por sus padres. Los equipos de ataque inmediatamente intentan capturar a los jóvenes; muchos de sus padres adoptivos terminan sus relaciones con ellos.
En el transcurso de la serie, finalmente se reveló que (a diferencia de las versiones anteriores) se manipuló y se formuló desde el nacimiento la genética de los jóvenes por parte una empresa de biogenética sin escrúpulos subsidiaria de O.I. llamada Tabula Rasa, y fue quien les puso el nombre de Gen¹³. Por otra parte, las "almas" de las anteriores encarnaciones anteriores de Gen¹³, previamente fueron recogidos Doctor el miembro de The Authority, y reveló que se han ausentado de estos cuerpos y cuando cinco de ellos están juntos, hacen que las personas olviden su propia historia anterior, incluso aquellos a los que conocían.
Como resultado de estos nuevos orígenes, sus personalidades, historias, y habilidades de cada personaje han mostrado de cambios leves a enormes cambios con diferencias anteriores respecto a sus canons. Por ejemplo, Burnout ahora es un recluso de una cárcel juvenil y se volvió un amoroso pacifista amante del reggae, y John Lynch es un joven gruñón empleado de O.I. Rainmaker se estableció firmemente que ella es lesbiana, Fairchild apenas sospecha y es descontenta con su excesiva belleza, y Grunge es retratado en secreto que es más inteligente incluso que Caitlin. Fuera de sus orígenes recién descubiertos, el personaje de Freeball sigue siendo en su mayoría compatible con sus versiones anteriores, a excepción de que tiene un poco mayor nivel de confianza y la autosuficiencia.

### World's End
La serie se reanuda en el siguiente número de la miniserie limitada el Número de la Bestia, como parte de la historia "World's End", con el grupo saliendo de un sistema de teletransportación tras celebrar (debido a que perdieron sus poderes) en una devastada ciudad de Nueva York, aproximadamente 6 meses siguientes a la acontecimientos del  Número de la Bestia.
Una vez que alcanzan la superficie después de estar en una guarida subterránea, el grupo se sorprende al ver lo que ha sucedido con Nueva York (aparte de que Burnout, que quedó ciego). Mientras Grunge se apresura a afirmar que el desastre fue provocado por un asteroide, el calentamiento global, y otro tipo de desastres naturales fueron los responsables de la destrucción, Rainmaker culpa a grupos terroristas. Después de un enfrentamiento con varios cazadores metahumanos enloquecidos, el grupo finalmente se las arregla para escapar de Nueva York.
Una vez fuera de Nueva York, el grupo encuentra atrapado en un centro comercial con varios monstruos mutados, uno de los cuales aparentemente infecta a Fairchild. Mientras que el grupo está tratando de trabajar en equipo, las tensiones comienzan a subir entre Fairchild y Rainmaker, con esta última atrayéndose hacia la primera. Burnout, mientras que aún permanece ciego, adquiere con su visión atrofiada la capacidad de detectar patrones de calor. Durante su estancia en un parque de patinaje que estaban a cargo con unos adolescentes, Grunge es coronado como su rey. originalmente se emociona sobre lo que sucede al respecto, pero más tarde se entera de que su predecesor fue elegido para ser comido en un banquete caníbal. Rainmaker, tras ser testigo de que Caitlin y Bobby se besan en una tienda de campaña, agarra su equipo y deja el grupo y sin despedirse de nadie. Los otros chicos se enfrentan al clon del científico el Doctor Cruz, quien fue quien los creó después que sus versiones originales murieran; Sin embargo, él y su ayudante Megan se enfrentan a unos niños científicos que los atacan, estos tienen edades entre los 5 y 9 años respectivamente, y que a pesar de la pérdida de electricidad causada por el cataclismo, apenas podían conservar sus recuerdos e intelectos. Se las arreglan para salvar Grunge y para poder dominar a los fuertemente los niños que están fuertemente armados gracias a la intervención de Goo, un Gen14. Mientras ellos huyen, se revela que el poder de Caitlin está fallando, probablemente debido a la infección, y que ella sufre de una lesión grave producto de un cuchillo que le alcanzó. Al tener otro lugar a donde ir, se unen a los niños-científicos, que prometen curar a Caitlin. Llegan en una pequeña ciudad que se encuentra bajo la "protección" de un equipo de supervillanos de la Segunda Guerra Mundial, los Fearsmiths (los villanos encarcelados en las páginas del Número de la Bestia). Los dos grupos se enfrentan, con Gen¹³ golpeándolos fácilmente. Tras una nueva derrota, Fairchild y los niños científicos son raptados, ya que son secuestrados por los Paladines, que les ofrecen entrenarlos.
Sin que nadie se hubiesen dado cuenta, Goo fue enviado por lo que quedó del Ejército de los Estados Unidos específicamente una rama en la que se especializaba en la lucha contra metahumanos. El equipo fue diseñado para capturar a los Gen¹³ y en consecuencia han estado practicando con un pequeño grupo de Gen14, de los cuales Goo es miembro. Naturalmente, sus sesiones de prácticas terminaron con los Gen14 siendo asesinados, clonados, y sus mentes transferidas y posteriormente modificadas por lo que no se acuerdan de su terrible experiencia. Por extraño que parezca, Goo parece estar recuperando algunos de sus recuerdos. Actualmente, por orden de un general a cargo del escuadrón militar, los Gen14 invaden la sede de los Paladines y están listos para enfrentar a los Gen¹³, que actualmente está formado con Burnout, Grunge, y Fireeball.
La lucha entre los gen-activos y la rama militar terminaría rápidamente con la victoria de los Gen14 y los militares. Una vez que han sido capturados, Gen¹³ se les ofrece un ultimátum: o se alistan el ejército y sirven con ellos para sus propósitos o son ejecutados. Para probar su punto, al llegar el general y a mata a Windsprint,  de Gen14. Sus planes sin embargo, frustrados por Roxy, que levita la base de los Paladines hasta los límites del espacio, golpeando a todos debido a la falta de oxígeno.
Mientras tanto, Caitlin muta completamente producto de su contagio del virus al que Warhol la expuso, y está arrasando la ciudad como si fuese un Hulk. Su ímpetu es interrumpida cuando se accidenta la base de los Paladines sobre la Tierra junto a ella tumbándola y aplastándola. Los Gen-activos se unen y toman a Caitlin, con la esperanza de poder calmarla, pero no tienen éxito. Al ver otra alternativa, Goo se sacrifica con el fin de hacer cortocircuito al virus, revirtiendo a Caitlin a su antiguo ser. Tres semanas más tarde, Bobby, Roxy, Grunge, Caitlin, y los sobrevivientes Gen14 Runt y Ditto llegan a Tranquility (una ciudad de superhéroes retirados) solo para encontrar un cráter donde antes estaba la ciudad. El grupo decide no desesperarse y seguir incluso si eso significa que dirigirse hacia más problemas.

### Los Nuevos 52
Con el Reinicio del Universo DC y los sucesos de Flashpoint el Universo WildStorm se fusiona de manera definitiva con el Universo DC, por lo que  Gen¹³ debutaría en la nueva continuidad al aparecer brevemente en el epílogo de Supergirl edición #33, la formación del equipo se basa en la formación original.

## Miembros
La alineación original de Gen¹³ estaba compuesta por:
- Caitlin Fairchild:[1] Anteriormente era una chica normal, los músculos de Caitlin aumentaron de forma espontánea en densidad, le dan una concesión de fuerza sobrehumana, agilidad, velocidad y resistencia. La manifestación de su condiciónde su "Meta Gen-activo" causó que su masa y tamaño de su cuerpo aumentase de una menudita mujer joven en la de una Amazona escultural, que terminó destrozando su propia ropa en su momento. Fairchild es, como muchos, una de las más inteligentes del grupo. Ella también es media hermana de la Freeball. A menudo, la retratan una chica ingenua e inconsciente o un poco incómoda con su nueva figura curvilínea.
- Bobby "Burnout" Lane:[1] Hijo del Coronel John Lynch (el mentor de Gen¹³), Bobby manifiesta la capacidad de generar y manipular plasma de manera coherente al concentrar alta energía, que se inflama al contacto con el oxígeno. Más tarde se desarrollaría la habilidad de volar, así como ciertas habilidades paranormales.
- Roxanne "Freefall" Spaulding:[1] "Roxy" es el más joven gen-activa adolescente del equipo, tiene la capacidad de controlar la manipulación de la gravedad en sí misma y en los demás. Ella puede anular la gravedad (y poder flotar literalmente) o multiplicarla (haciendo que los objetos sean ultrapesados). También es sugerido por parte de algunos otros personajes, que si piensa en ello y usa sus poderes al máximo las ventajas que tiene es que puede incluso podría manipular el espacio-tiempo, ya que esto está relacionado con la gravedad. Ella está enamorada de Grunge y es celosa del físico de su medio-hermana Fairchild. Mantiene Queelocke como "mascota". Más tarde se reveló que Spaulding y Fairchild son medio hermanas, ya que comparten al mismo padre Alex Fairchild de Equipo 7, Además, en las pa´ginas del segundo volumen de la serie, se declara fanática del K-Pop, el J-Pop, J-Rock y se declara así misma como Otaku, ya que en una de sus apariciones se le ve en su cuarto unos pósteres de Anime.
- Sarah Rainmaker:[1] Rainmaker puede influir y manipular los sistemas climáticos locales, también sobre manipulación de las corrientes de aire para concederlos a sí misma y la posibilidad de utilizarlos para poder volar directamente y manipular el agua con un gesto. Con un amplificador bandas en sus muñecas, aumentan su capacidad para proyectar rayos. Rainmaker es Apache, y originalmente se declaró abiertamente bisexual en sus primeras encarnaciones, aunque en las series recientes que se declaró lesbiana. Ella es la hija de Stephen Callahan, y Threshold y es media hermana de Bliss.
- Percival Edmund "Grunge" Chang:[1] Es capaz de imitar la estructura molecular de cualquier material que toca (y otorgar parcialmente este efecto a los demás), Grunge es una rata que le gusta el surf, y que disfruta dormir hasta tarde. Él posee unos cinturones marrones con cinco estilos de diferentes artes marciales, y tiene pocas o ningunas características de retención mental, aunque sí posee una memoria fotográfica que le permite tomar las mismas clases que Fairchild hace (para su sorpresa) durante el período cuando el equipo estuvo en la universidad. Su padre es miembro de Equipo 7 y se llama Phillip Chang.
- Coronel John Lynch (Mentor):[1] Es el mentor y padre de Bobby el miembro del equipo. Lynch fue líder del Equipo 7 y amigo cercano de los padres de los niños. Su ojo ha sido reemplazado después de que se lo sacaron como resultado de un ataque mental. Como todos los miembros supervivientes del Equipo 7, Lynch le fue concedido poderosas habilidades telepáticas y telequinéticas que son altamente inestables y peligrosas. Debido a esto se evita el uso de sus poderes, en los mejores casos posibles.
- Anna:[1] Una fuertemente armada androide encubierta programada para asesinar y destruir, y fue programada para servir a los Gen¹³ como empleada doméstica, y amarlos como a sus propios hijos.

Miembros posteriores, cuando el equipo acogió nuevos miembros ellos son parte del programa denominado Gen14:
- Holly "Breakdown" Denton:[1] Ocasionalmente conocido como Goo, Holly tiene la capacidad dividir las moléculas, aparentemente causando que los objetos se fusionen y se mezclen con Goo. Anteriormente fue miembro de Gen14. A partir de Gen¹³ vol. 4, # 32,[16] Holly sacrifica su vida para salvar a Caitlin, y posteriormente aparece un clon que incuba a Holly.
- Amber "Ditto" LeRoux:[1] No se sabe mucho acerca de Amber, apeans se refieren a ella como una típica cabeza hueca. Es una ex-Gen14. Su poder es la multiplicidad infinita que le permite hacer un número ilimitado de copias de sí misma.
- Guillermo "Runt" Sandoval:[1] No se sabe mucho acerca de Guillermo. Es un ex-Gen14. Sus poderes le permiten crecer y encogerse.
- Lance "Hardbody" Wieder:[1] Otro ex-Gen14. Era el segundo al mando de Gen14. No se supo mucho de él en la serie; durante una pelea entre él y Gen¹³ su rostro estaba marcado por Holly que la defendía de sí misma. Él, y junto con Windsprint se quedó atrás con el fin de recuperarse. Sus poderes incluyen fuerza, resistencia, aumento de la densidad dérmica que lo hace súper fuerte y que casile permita aumentar hasta ser invulnerable. Doctor Cross (El último de los desarrolladores del programa actual Meta-Gen) expresó su interés en el potencial que posee para tener descendencia entre él y Caitlin Fairchild.
- Shaqira "Windsprint" Johnson:[1] La velocista de Gen14. Ella recibió un disparo en la cabeza por un general loco y se le creyó muerta. Sin embargo, se reveló que su fisiología mejorada también incluye un metabolismo elevado lo que le permite sobrevivir a las balas. Ella y Hardbody se habían quedado originalmente atrás con el fin de recuperarse.

## Influencias
Gen¹³ ' tuvo como influencia más obvia las historietas de los X-Men de Marvel, en la que en un principio contó con cinco jóvenes amigos que fueron entrenados en secreto por un hombre mayor, que intentó protegerlos de un mundo peligroso. Muchos de los aspectos más sociales del equipo se inspiraron en la segunda generación de los X-Men, la serie spin-off, Nuevos Mutantes. De hecho, el título original de la serie iba a ser Generación X, como se vio en un anuncio a principios de la serie, en el segundo número de StormWatch, pero más tarde fue cambiado debido a que Marvel posee los derechos de una serie de historietas derivada de los X-Men, un spin-off también titulado Generación X, que en ese momento estaba en desarrollo. El personaje de Sarah Rainmaker altamente se parecía a Tormenta, de los X-Men, así como ambos personajes tenían un tiempo atrás ya controlaban sus poderes. De Marvel se toma también como referencia a Spider-Man como otra referencia por esta similitud en tras un crossover con el arácnido. Además, el personaje de Freefall tuvo su paralelo directo con el personaje Júbilo, ambas con actitudes similares y atributos físicos, además de ser la más joven de sus respectivos equipos. Freefall también tenía una mascota no terrenal, Qeelocke, que es paralela a la cría de dragón de Lockheed que le pertenecía a Kitty Pryde de los X-Men. Similitudes conceptuales entre el poder piroquinético de Burnout y la Antorcha Humana  de Los Cuatro fantásticos también son bastante evidentes. John Lynch se inspirió en Clint Eastwood, tanto en apariencia como en la personalidad. Otra influencia es que el personaje de Marvel, Nick Fury, que también es un agente secreto con un solo ojo.
Muchos de las primeras aventuras de los Gen¹³ aventuras también fueron paralelas en similitud a los X-Men. En el #2 de la serie regular del volumen 1, el equipo luchó contra Helmut, un oponente prácticamente super armado con una sed de venganza contra el mentor del equipo, similar a Juggernaut de los X-Men. En los próximas cinco arcos argumentales, el equipo entró en una gira mundial inadvertida, similar a las primeras de aventuras de equipo de la serie de historietas de Marvel "All-New, Todas diferentes a la de los X-Men de la década de los años 70's. Después de que su mansión fue destruida (un elemento recurrente de las historietas de los X-Men), el equipo se fue a una isla prehistórica (similar a Tierra Salvaje de X-Men), antes de ir al espacio exterior (Como en la saga X-Men en la Saga de "Fénix Oscura"), y volver a un futuro oscuro como en ("X-Men: días del futuro pasado"). La mayoría de los paralelos con los X-Men se fue desvaneciendo después de este punto cuando Brandon Choi fue reemplazado por John Arcudi como escritor de la serie. Sin embargo, vale la pena señalar que cuando WildStorm decidió renovar la serie, contrataron a un clásico escritor de losX-Men, el escritor Chris Claremont, para hacer su trabajo.
Otra serie cómica similar que precedió a Gen¹³ es el título de Valiant Comics, Harbinger, escrita por autor su intelectual de Valiant Jim Shooter. En la serie  Harbinger, un grupo de superhumanos adolescentes rebeldes entra en contacto con una gran y poderosa organización de superhumanos contra la que combaten. La premisa de la serie se asemeja a Gen¹³ tanto en la edad como en el temperamento de los personajes principales, con un villano llamado Toyo Harada, del Instituto  Harbinger, que sustituye a O.I. de WildStorm. Gen¹³ altamente abrazó también la Generación MTV y construyó su sentido de su estilo en lo que era la moda contemporánea de la época, incluyendo el nombre de Grunge (que era una rápida referencia del género musical y su estilo de vida), y las referencias a bandas populares como Soundgarden, y a un drama juvenil inspirado en MTV, The Real World. No es coincidencia que el editor de Gen¹³ era Sarah Becker, un miembro del elenco de The Real World: Miami.

## Ediciones recopilatorias
Ha habido una serie de tomos que recopilan las historietas en formato de libros, Gen¹³ se recopiló en las series regulares, sus spin-offs, las series limitadas y sus especiales:
| Título                                                                   | Historietas recopiladas | Fecha de publicación | ISBN           |
| ------------------------------------------------------------------------ | --- | -------------------- | -------------- |
| Archivos                                                                 | Gen¹³ #1-5 Gen¹³ vol. 2, #1-13C | Abril de 1998        | 978-1887279918 |
| Edición de colección                                                     | Gen¹³ #1-5 | Marzo de 1996        | 1-56389-496-3  |
| Who They Are and How They Came to Be (Quiénes son y cómo llegaron a ser) | Gen¹³ #1-5 | Septiembre de 2006   | 1-4012-1149-6  |
| Starting Over (Comenzar de nuevo)                                        | Gen¹³ vol. 2, #1-7 | Agosto de 1999       | 1-56389-544-7  |
| #13 A, B & C Edición de coleccionistas                                   | Gen¹³ vol. 2, #13A-13C | Noviembre de 1997    | 978-1887279666 |
| I Love New York (Amo Nueva York)                                         | Gen¹³ vol. 2, #25-29 | Septiembre de 1999   | 1-56389-543-9  |
| We'll Take Manhattan (Tomaremos Manhattan)                               | Gen¹³ vol. 2, #45-50 | Octubre del 2000     | 1-56389-662-1  |
| Meanwhile… (Mientras tanto...)                                           | Gen¹³ vol. 2, #43-44, 66-70 | 2003                 | 1-4012-0062-1  |
| Superhuman Like You (Superhumano Como Tú)                                | Gen¹³ vol. 2, #60-65 | Marzo de 2002        | 1-56389-877-2  |
| September Song (Canción de Septiembre)                                   | Gen¹³ vol. 3, #0-6 | Agosto de 2003       | 1-4012-0122-9  |
| Best of a Bad Lot (Lo mejor de un mal lugar)                             | Gen¹³ vol. 4, #1-6 | Julio de 2007        | 1-4012-1323-5  |
| Road Trip ('Viaje por carretera)                                         | Gen¹³ vol. 4, #7-13 | Febrero de 2008      | 1-4012-1649-8  |
| 15 Minutes (15 Minutos)                                                  | Gen¹³ vol. 4, #14-20 | Noviembre de 2008    | 1-4012-2002-9  |
| World's End (Fin del Mundo)                                              | Gen¹³ vol. 4, #21-26 | Octubre de 2009      | 1-4012-2488-1  |
| Gen¹³ Backlist                                                           | Gen¹³ #½, 0 Gen¹³ vol. 2, #1 "Now Departing from Gate 37" short story from WildStorm! #1 Covers of Gen¹³ vol. 2, #1A-1N Gen¹³: The Unreal World | Mayo de 1997         | 1-887279-41-5  |
| Gen¹³ Interactivo Plus!                                                  | Gen¹³ Interactive #1-3 Gen¹³ 3-D Special | Julio de 1998        | 1-58240-005-9  |
| Gen¹³: Ordinary Heroes (Gen¹³ Héroes ordinarios)                         | Gen¹³: Ordinary Heroes #1-2 Gen¹³ Bootleg #1-2 "Wham" cuento de La The Wildstorm Thunderbook                                                    | Octubre de 2004      | 1-4012-0427-9  |

## Apariciones en otros medios

### Cine
- Cine de formato casero: Kevin Altieri, director de Batman: la máscara del fantasma, dirigió una película animada de Gen¹³ para Buena Vista Pictures, una subsidiaria de Walt Disney Pictures.

### Novelas
Tres novelas cortas de Gen¹³ se han desarrollado para ser comercializables:
- Tiempo y Chance (Time and Chance), escrito por Jeff Mariotte y Scott Ciencin, en la que relatan donde un cerebro criminal goza de unos juegos de azar. Captan la fórmula para crear seres con superpoderes y utilizan sus planes para usarlos para poder aumentar sus poderes.

- Netherwar, escrito por Jeff Marriote y Christopher Gold, comienza con un viejo aliado en una reunión de Lynch con el grupo. Operaciones Internacionales al parecer hacen un contacto con un reino del mismo infierno que está bajo un casino y que posee como su más valioso secreto. Gen¹³ debe infiltrarse en el edificio -ya afectado- y deben cerrar el portal antes de que toda la humanidad está condenada al fracaso.

- Versión_2.0, escrito por Sholly Fisch, se centra en el plan diabólico de una viejo némesis del equipo de Operaciones Internacionales Ivana Baiul, que ha caído por la buena voluntad del gobierno.